# International Motor Sports Association
L’International Motor Sports Association (généralement dénommé IMSA) est un organisme américain de compétition automobile basé à Daytona Beach en Floride.
Il a été créé par John Bishop, un ancien employé du Sports Car Club of America (SCCA), et son épouse, Peggy, en 1969, avec l'aide de Bill France (en) de la National Association for Stock Car Auto Racing (NASCAR).
L'IMSA organise de nombreuses épreuves et championnats automobiles aux États-Unis, notamment le WeatherTech SportsCar Championship depuis 2014.
Les différentes séries organisés actuellement par l'IMSA :
- WeatherTech SportsCar Championship
- Michelin Pilot Challenge
- IMSA Prototype Challenge
- Porsche GT3 Cup Challenge USA (en)
- Porsche GT3 Cup Challenge Canada
- Lamborghini Super Trofeo North America (en)
- Ferrari Challenge North America